# 마이펫의 이중생활
《마이펫의 이중생활》(영어: The Secret Life of Pets)은 2016년 공개된 미국의 코미디 애니메이션 영화이다. 크리스 러노가 감독을 맡았으며, 브라이언 린치, 싱코 폴, 켄 도리오가 각본을 맡았다.
흥행에 성공해 2016년도 전체 흥행 6위를 차지하였다. 2017년 제44회 애니상 장편 애니메이션 부문 캐릭터 디자인상과 음악상 후보에 올랐다.
프랜차이즈화되었으며, 속편 《마이펫의 이중생활 2》(2019)로 이어진다.

## 줄거리
주인 케이티와 뉴욕 아파트에서 행복하게 지내고 있던 잭 러셀 테리어 맥스는 어느 날 케이티가 뉴펀들랜드 듀크를 새로 데려오자 질투심에 사로잡힌다. 집밖 산책을 나와서도 끝없이 다투던 맥스와 듀크는 골목에서 흉포한 길고양이떼를 만나 개목걸이를 빼앗기고, 졸지에 이동장에 갇혀 유기 동물 관리 센터로 끌려가는 처지가 된다.
이때 주인에게서 버려져 배수관에서 살며 인간을 혐오하는 동물들을 이끄는 래빗 스노볼이 나타나 맥스, 듀크와 함께 차에 실려가던 자신의 동료들을 꺼낸다. 스노볼은 무리에 합류해 인간에게 복수하는 일에 함께 착수하겠다고 약속한다면 맥스와 듀크 역시 구해주겠다고 조건을 내건다. 맥스와 듀크는 위기를 넘기기 위해 자신들은 아예 주인들을 죽여버렸다고 허풍을 떤다.
하지만 둘 다 주인이 있는 반려견이라는 사실이 바로 들통나고, 맥스와 듀크가 도망치는 과정에서 사고로 스노볼이 아끼는 살무사까지 사망하자 스노볼은 복수를 다짐한다.

## 목소리 출연
- 루이 C.K. - 잭 러셀 테리어 맥스 역
- 에릭 스톤스트리트 - 뉴펀들랜드 듀크 역
- 케빈 하트 - 래빗 스노볼 역
- 제니 슬레이트 - 포메라니안 기짓 역
- 엘리 켐퍼 - 맥스와 듀크 주인 케이티 역
- 레이크 벨 - 범무늬 고양이 클로이 역
- 데이나 카비 - 배싯하운드 팝스 역
- 해니벌 버리스 - 미니어처 닥스훈트 버디 역
- 보비 모이니핸 - 퍼그 멜 역
- 태라 스트롱 - 사랑앵무 스위트피 역
- 스티브 쿠건 - 스핑크스 오존 / 히말라얀 레지널드 역
- 앨버트 브룩스 - 붉은꼬리말똥가리 타이베리어스 역
- 크리스 러노 - 기니피그 노먼 역
- 마이클 비티 - 타투 역
- 산드라 에체베리아 - 텔레노벨라 인물 마리아 역
- 하이메 카밀 - 텔레노벨라 인물 페르난도 역

### 우리말 녹음
- 엄상현 - 맥스 역
- 최석필 - 듀크 역
- 이호산 - 스노볼 역
- 김하영 - 기짓 역
- 김나율 - 케이티 역
- 김옥경 - 클로이 역
- 손종환 - 팝스 역
- 박영재 - 버디 역
- 권창욱 - 멜 역
- 박성태 - 오존 역
- 이장원 - 타이베리어스 역
- 김혜성 - 노먼 역
- 이현
- 윤용식
- 강시현
- 정주원

## 기타
- 홍보 제작: 덴쓰, 후지텔레비전네트워크